# Лонг Бийч (Ню Йорк)
Вижте пояснителната страница за други значения на Лонг Бийч.
Лонг Бийч (на английски: Long Beach) е град в окръг Насау, щата Ню Йорк, САЩ. Разположен е на едноименен остров (с площ 10,1 km2), който е част от външната бариера от острови разположени южно пред остров Лонг Айлънд. Лонг Бийч е с население от 33 454 жители (по приблизителна оценка от 2019 г.) и гъстота на заселването по 6398 души на квадратен километър. ЗИП кодът му е 11561.
Островът е закупен от местни индианци през 1643 г., но като населено място-село, е регистрирано през 1913 г. и като град през 1922 г. Разполага с дълга пясъчна ивица на Атлантически океан и се развива като курортно селище в близост до град Ню Йорк и гъсто заселения едноименен щат.
Транспортните връзки на града и околните населени места в остров Лонг Айлънд и континента, се осъществяват чрез една магистрала и две широки първокласни шосета и система от дълги мостове. Железопътната линия с крайна гара в Лонг Бийч, свързва града с центъра на Ню Йорк след около 30 минутно пътуване.
Близките малки населени места на острова до град Лонг Бийч са Атлантик Бийч, Лидо Бийч и Пойнт Лукаут.

## Панорама
На панорамната аерофотоснимка град Лонг Бийч е разположен от средата вдясно.